# Sentinel Buttress
Sentinel Buttress (englisch für Wächterpfeiler) ist ein 535 m hoher Felsvorsprung auf der westantarktischen James-Ross-Insel. Er ragt östlich des Palisade Nunatak am Kopfende der Röhss-Bucht auf. Besonderes Merkmal der Formation ist eine vulkanische Brekzienschicht.
Das UK Antarctic Place-Names Committee benannte ihn 1987 so, weil er das dominierende geographische Objekt in diesem Gebiet ist.